# Уолтерс, Джули
Дама Джу́лия Мэ́ри (Джу́ли) Уо́лтерс (англ. Juliа Маry «Julie» Walters; род. 22 февраля 1950) — британская актриса и романистка, семикратный лауреат премии BAFTA (две из них за роли в кинофильмах, четыре — за роли на телевидении и почётная награда BAFTA Academy Fellowship Award за достижения в актёрской профессии) и обладательница наград «Золотой глобус» и «Серебряный Святой Георгий» Московского кинофестиваля за лучшую женскую роль. Двукратная номинантка на премию «Оскар». Обладательница театральной премии Лоренса Оливье. Дама-Командор ордена Британской империи.

## Ранние годы
Джулия Мэри Уолтерс — единственная дочь и младшая из троих детей — родилась в семье строителя и декоратора Томаса Уолтерса и его жены Мэри Бриджет (урождённой О’Брайен), почтовой служащей. Её предки по материнской линии принимали активное участие в ирландских земельных войнах 19-го века. Дедушка Джули по отцовской линии, Томас Уолтерс, был ветераном Второй англо-бурской войны. Он был убит в бою во время Первой мировой войны. Начальное образование Джули Уолтерс получила в монастырской школе, а затем продолжила учёбу в средней школе для девочек Holly Lodge, однако вследствие озорного характера и шумного поведения ей пришлось покинуть заведение, не окончив курс обучения.
Первую работу Уолтерс получила в 15 лет в сфере страхования, а в 18 лет она постигала профессию медсестры в больнице Queen Elizabeth Hospital в Бирмингеме, где проходила стажировку в течение восемнадцати месяцев. В конце концов, Уолтерс решила поступить в Манчестерский университет, сделав упор на изучении английского языка и драматического искусства. В середине 1970-х годов она работала в составе труппы Everyman Theatre в Ливерпуле вместе с такими актёрами как Билл Найи, Пит Постлетуэйт, Джонатан Прайс и другими.

## Карьера
Впервые Джули Уолтерс обратила на себя внимание благодаря сотрудничеству с комедийной актрисой Викторией Вуд, с которой она познакомилась ещё в Манчестере. С 1978 года обе играли в театральном ревю In At The Death, затем — в спектакле по пьесе Вуд Talent. В 1982 году у них уже было собственное телешоу Wood and Walters на канале Granada Television. В последующие годы они продолжали часто работать вместе. За участие в телесериале Victoria Wood As Seen On TV Уолтерс была номинирована на соискание премии BAFTA-TV. Роль в мюзикле Acorn Antiques по мотивам одноимённого пародийного телесериала принесла актрисе номинацию на театральную премию имени Лоренса Оливье. Она также появилась в роли Петулы Гордино в ситкоме Вуд dinnerladies. Первую серьёзную роль на телевидении, (отмеченную впоследствии номинацией на премию BAFTA-TV), актриса получила в 1982 году в драматическом сериале «Мальчики из Блэкстаффа».
До дебюта на лондонской сцене Вест-Энда в спектакле «Воспитание Риты» Уолтерс работала в региональном театре, кабаре, а также пробовала свои силы в жанре стендап комеди. Снятый в 1983 году одноимённый фильм стал для актрисы прорывом, принеся ей не только награды «Золотой глобус» и BAFTA, но и номинацию на премию Американской киноакадемии «Оскар».
С тех пор Уолтерс сыграла во множестве фильмов и сериалов. В 2000 году она исполнила роль миссис Вилкинсон в музыкальной драме «Билли Эллиот», за что была удостоена премии BAFTA, а также номинаций на премии «Оскар» и «Золотой глобус». В 2001 году за игру в постановке пьесы «Все мои сыновья» Уолтерс получила премию Лоренса Оливье. В 2002 году она вновь получает премию BAFTA-TV, на этот раз за роль в телевизионном фильме «Мой прекрасный сын». В следующие два года эта награда будет присуждена ей дважды: за игру в картине «Убийца» (2002) и мини-сериале «Кентерберийские рассказы» (2003).
Самой долгоиграющей для актрисы стала роль Молли Уизли в серии фильмов о Гарри Поттере. Она сыграла в 7 частях франшизы из 8-ми (2001—2011).
В 2006 году был опубликован первый роман Уолтерс — «Maggie’s Tree», а в 2008 году она выпустила автобиографию (за которую ей заплатили рекордный аванс в размере 1,6 миллиона фунтов стерлингов).
В 2008 году Уолтерс исполнила роль Рози Маллиган в фильме-мюзикле «Мамма Mia!», а через год получила собственную звезду на Аллее Славы.
За главную роль в телевизионном фильме «Мо» (2010) Уолтерс в который раз награждают премией BAFTA. В 2011 году можно было услышать голос актрисы в британской версии мультфильма «Гномео и Джульетта», а через год — в мультфильме «Храбрая сердцем».
В 2012 году спектакль The Last of the Haussmans Королевского Национального театра, в котором играла Уолтерс, транслировался в кинотеатрах по всему миру.
В 2014 году Джули Уолтерс исполнила роль миссис Бёрд в комедии «Приключения Паддингтона», очень тепло принятой критиками. На сайте Rotten Tomatoes фильм имеет рейтинг 98 %. В 2017 году актриса вернется к своей роли в не менее успешном продолжении.
В 2016 году актриса получила 9-ю в своей жизни номинацию на премию BAFTA (в категории «Лучшая роль второго плана»), сыграв в мелодраме «Бруклин».
В 2018 году её можно было увидеть сразу в двух картинах: «Mamma Mia! 2» и «Мэри Поппинс возвращается», а в 2019-м — услышать в анимационной комедии «Королевский корги» (она озвучила Елизавету II).

## Личная жизнь
С 1997 года Уолтерс замужем за сотрудником патрульной автомобильной ассоциации Грантом Роффи, с которым она встречалась 11 лет до их свадьбы. У супругов есть дочь — Мэйси Мэй Роффи (род. 26 апреля 1988). Мэйси родилась с помощью кесарева сечения из-за диабета Уолтерс. Пара проживает на органической ферме неподалёку от Плейстоу, Западный Суссекс.
В 2018 году Уолтерс поставили диагноз колоректальный рак в 3-й стадии. После операции и химиотерапии у неё наступила ремиссия. В связи с восстановлением после болезни, съёмки некоторых сцен с участием Уолтерс в фильме «Таинственный сад» были отменены. Ей также пришлось пропустить премьеру фильма «Mamma Mia! 2».

## Избранная фильмография
| Год       |    | Русское название                    | Оригинальное название                         | Роль                                                                             |
| --------- | -- | ----------------------------------- | --------------------------------------------- | -------------------------------------------------------------------------------- |
| 1978      | с  | Имперская дорога                    | Empire Road                                   | Джин Уотсон                                                                      |
| 1982      | с  | Мальчики из Блэкстаффа              | Boys from the Blackstuff                      | Энджи Тодд                                                                       |
| 1983      | ф  | Воспитание Риты                     | Educating Rita                                | Сьюзан (Рита) Уайт                                                               |
| 1985      | ф  | Сказочный ребёнок                   | Dreamchild                                    | Соня (озвучка)                                                                   |
| 1987      | ф  | Интимные услуги                     | Personal Services                             | Кристина Пэйнтер                                                                 |
| 1987      | ф  | Навострите ваши уши                 | Prick Up Your Ears                            | Элси Ортон                                                                       |
| 1988      | ф  | Бастер                              | Buster                                        | Джун Эдвардс                                                                     |
| 1989      | ф  | Мэкки-Нож                           | Mack the Knife                                | миссис Пичем                                                                     |
| 1991      | ф  | Сценический дебют                   | Stepping Out                                  | Вера                                                                             |
| 1992      | ф  | Совсем как женщина                  | Just Like A Woman                             | Моника                                                                           |
| 1994      | ф  | Сестра моя сестра                   | Sister My Sister                              | мадам Данзар                                                                     |
| 1996      | ф  | Интимные отношения                  | Intimate Relations                            | Марджори Бизли                                                                   |
| 1997      | ф  | Мелисса                             | Melissa                                       | Пола Хепбёрн                                                                     |
| 1998      | ф  | Девичник                            | Girls' Night                                  | Джеки Симпсон                                                                    |
| 1998      | ф  | Город Титаник                       | Titanic Town                                  | Берни МакФелими                                                                  |
| 1999      | ф  | Оливер Твист                        | Oliver Twist                                  | миссис Манн                                                                      |
| 2000      | ф  | Билли Эллиот                        | Billy Elliot                                  | Джорджия Уилкинсон                                                               |
| 2001      | ф  | Гарри Поттер и философский камень   | Harry Potter and the Philosopher's Stone      | Молли Уизли                                                                      |
| 2001      | ф  | Первая любовь                       | All Forgotten                                 | Засекина                                                                         |
| 2002      | ф  | Гарри Поттер и Тайная комната       | Harry Potter and the Chamber of Secrets       | Молли Уизли                                                                      |
| 2003      | с  | Кентерберийские рассказы            | The Canterbury Tales                          | Бет                                                                              |
| 2003      | ф  | Девочки из календаря                | Calendar Girls                                | Энни Кларк                                                                       |
| 2004      | ф  | Микибо и я                          | Mickybo and Me                                | мама Микибо                                                                      |
| 2004      | ф  | Гарри Поттер и узник Азкабана       | Harry Potter and the Prisoner of Azkaban      | Молли Уизли                                                                      |
| 2005      | ф  | Вау-вау                             | Wah-Wah                                       | Гвен Траэрн                                                                      |
| 2006      | ф  | Уроки вождения                      | Driving Lessons                               | Эви Уолтон                                                                       |
| 2006      | ф  | Рубин во мгле                       | The Ruby in the Smoke                         | миссис Холланд                                                                   |
| 2007      | ф  | Гарри Поттер и Орден Феникса        | Harry Potter and the Order of the Phoenix     | Молли Уизли                                                                      |
| 2007      | ф  | Джейн Остин                         | Becoming Jane                                 | миссис Остин                                                                     |
| 2008      | ф  | Мамма Миа!                          | Mamma Mia!                                    | Рози Маллиган                                                                    |
| 2008      | тф | Разврат: История Мэри Уайтхаус      | Filth: The Mary Whitehouse Story              | Мэри Уайтхаус                                                                    |
| 2009      | ф  | Гарри Поттер и Принц-полукровка     | Harry Potter and the Half-Blood Prince        | Молли Уизли                                                                      |
| 2010      | ф  | Гарри Поттер и Дары Смерти: часть 1 | Harry Potter and the Deathly Hallows – Part 1 | Молли Уизли                                                                      |
| 2010      | тф | Мо                                  | Mo                                            | Мо Моулам                                                                        |
| 2011      | мф | Гномео и Джульетта                  | Gnomeo & Juliet                               | мисс Монтекки и старая дама, которая никогда не показывает своего лица (озвучка) |
| 2011      | ф  | Гарри Поттер и Дары Смерти: часть 2 | Harry Potter and the Deathly Hallows – Part 2 | Молли Уизли                                                                      |
| 2012      | мф | Храбрая сердцем                     | Brave                                         | ведьма (озвучка)                                                                 |
| 2012      | тф | Генрих V                            | Henry V                                       | Куикли, хозяйка таверны                                                          |
| 2013      | ф  | Мечты сбываются!                    | One Chance                                    | Ивонн Потс                                                                       |
| 2013      | мф | Джастин и рыцари доблести           | Justin and the Knights of Valour              | бабушка Лилли (озвучка)                                                          |
| 2014      | ф  | Эффи                                | Effie                                         | Маргарет Кокс Рёскин                                                             |
| 2014      | ф  | Медвежонок Паддингтон               | Paddington                                    | миссис Бёрд                                                                      |
| 2015      | ф  | Бруклин                             | Brooklyn                                      | миссис Кео                                                                       |
| 2015—2016 | с  | Индийское лето                      | Indian Summers                                | Синтия Коффин                                                                    |
| 2017      | ф  | Кинозвёзды не умирают в Ливерпуле   | Film Stars Don’t Lie in Liverpool             | Белла Тёрнер                                                                     |
| 2017      | ф  | Приключения Паддингтона 2           | Paddington 2                                  | миссис Бёрд                                                                      |
| 2018      | мф | Шерлок Гномс                        | Sherlock Gnomes                               | миссис Монтекки (озвучка)                                                        |
| 2018      | ф  | Mamma Mia! 2                        | Mamma Mia! 2                                  | Рози Маллиган                                                                    |
| 2018      | ф  | Мэри Поппинс возвращается           | Mary Poppins Returns                          | Эллен                                                                            |
| 2018      | ф  | Дикая Роза                          | Wild Rose                                     | Мэрион                                                                           |
| 2019      | мф | Королевский корги                   | The Queen’s Corgi                             | Елизавета II (озвучка)                                                           |
| 2020      | ф  | Таинственный сад                    | The Secret Garden                             | Миссис Медлок                                                                    |
| 2021      | ф  | Страшный снежный человек            | The Abominable Snow Baby                      | бабушка (озвучка)                                                                |
|           | ф  | Паддингтон в Перу                   | Paddington in Peru                            | миссис Бёрд                                                                      |

## Дискография

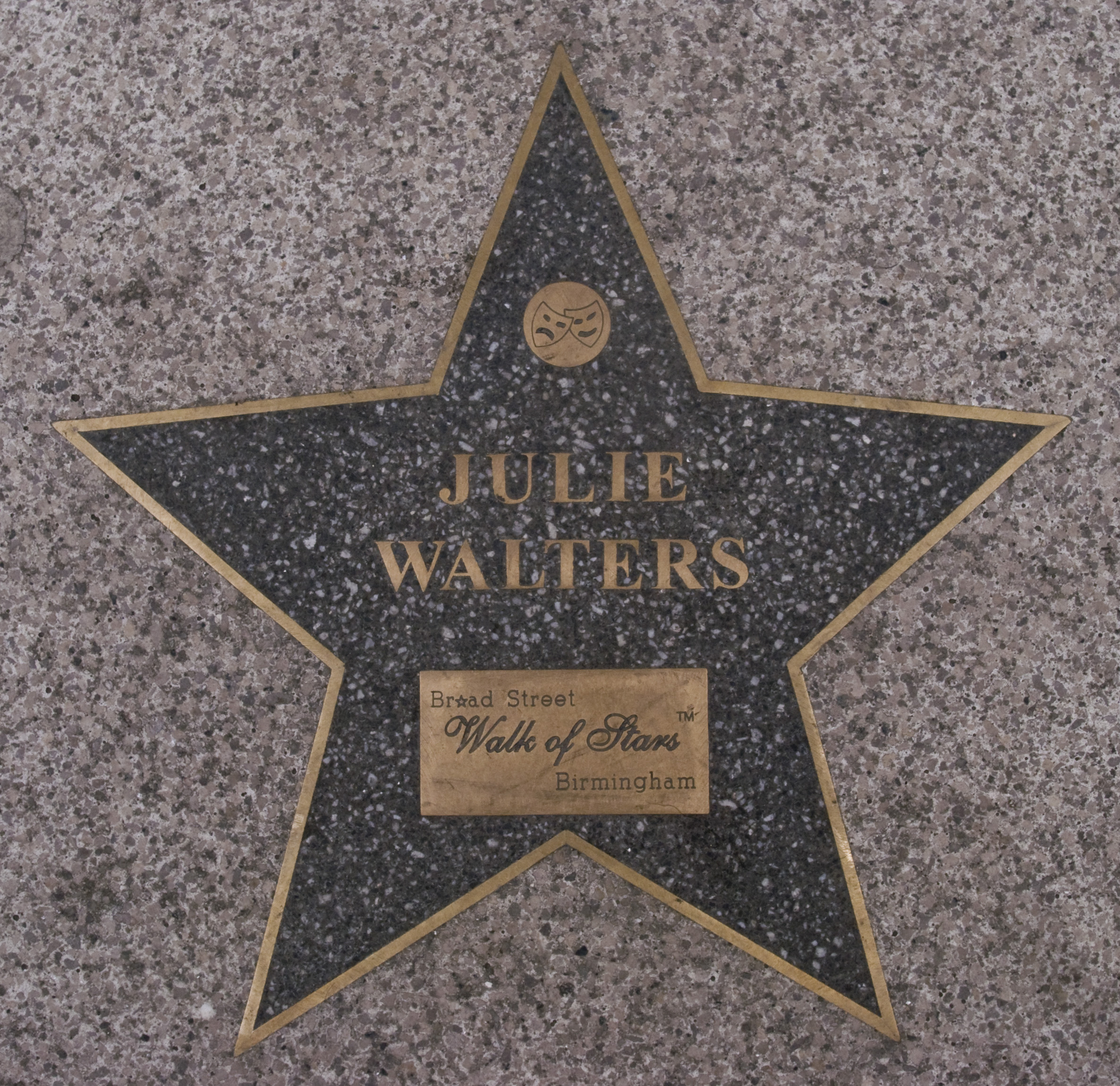
Звезда на Аллее звёзд в Бирмингеме

- 2008 — диск с песнями к фильму «Мамма Mиа!»[14]:

2. «Money, Money, Money» (вместе с Мерил Стрип и Кристин Барански);
4. «Dancing Queen» (вместе с Мерил Стрип и Кристин Барански);
7. «Super Trouper» (вместе с Мерил Стрип и Кристин Барански);
8. «Gimme! Gimme! Gimme! (A Man After Midnight)» (вместе со всеми исполнителями);
10. «Voulez-Vous» (вместе со всеми исполнителями);
15. «When All is Said and Done» (вместе со всеми исполнителями)
16. «Take a Chance on Me» (вместе с Стелланом Скарсгардом и другими исполнителями).
В диск не включены песни из фильма: «Chiquitita» (вместе с Кристин Барански), «I Do, I Do, I Do, I Do, I Do» (вместе со всеми исполнителями).

## Награды и номинации
Оскар
1. 1984 — номинация за лучшее исполнение женской роли в фильме «Воспитание Риты» (1983)
2. 2001 — номинация за лучшее исполнение женской роли второго плана в фильме «Билли Эллиот» (2000)

BAFTA
1. 1983 — номинация за лучшую женскую роль в фильме «Мальчики из Блэкстаффа» (1982)
2. 1984 — Премия BAFTA за лучшую женскую роль в фильме «Воспитание Риты» (1983)
3. 1984 — номинация за самый многообещающий дебют в фильме «Воспитание Риты» (1983)
4. 1987 — номинация за лучшее выступление в телесериале Victoria Wood: As Seen on TV (1985)
5. 1988 — номинация за лучшую женскую роль в фильме «Интимные услуги» (1987)
6. 1992 — номинация за лучшую женскую роль второго плана в фильме «Сценический дебют» (1991)
7. 1994 — номинация за лучшую женскую роль в телесериале Screen One (за эпизод Wide-Eyed and Legless) (1993)
8. 1999 — номинация на премию за лучшее комедийное представление за роль в фильме Dinnerladies (1998)
9. 2001 — Премия BAFTA за лучшую женскую роль второго плана в фильме «Билли Эллиот» (2000)
10. 2002 — Премия BAFTA-TV за лучшую женскую роль в телефильме My Beautiful Son (2001)
11. 2003 — Премия BAFTA-TV за лучшую женскую роль в фильме «Убийство» (2002)
12. 2004 — Премия BAFTA-TV за лучшую женскую роль в телесериале «Кентерберийские рассказы», эпизод «Жена Бата» (2003)
13. 2010 — Премия BAFTA-TV за лучшую женскую роль в телефильме «Мо» (2010)
14. 2010 — номинация за лучшую женскую роль в телефильме «Остановка в Швейцарии» (2010)
15. 2016 — номинация за лучшую женскую роль второго плана в фильме «Бруклин» (2015)

British Comedy Award
1. 2003 — номинация «Лучшая актриса телевизионной комедии» за роль в телесериале «Кентерберийские рассказы»

Премия британского независимого кино
1. 2000 — номинация «Лучшая актриса» за роль в фильме «Билли Эллиот»

Broadcasting Press Guild Award
1. 2004 — Премия лучшей актрисе от Гильдии телевизионной прессы за роль в телесериале «Кентерберийские рассказы»

Ассоциация кинокритиков Чикаго
1. 2001 — номинация «Лучшая актриса второго плана» за роль в фильме «Билли Эллиот» (2000)

Empire Awards
1. 2001 — Премия журнала Empire лучшей британской актрисе за роль в фильме «Билли Эллиот» (2000)
2. 2004 — номинация «Лучшая британская актриса» за роль в фильме «Девочки из календаря» (2003)

Премия Европейской киноакадемии
1. 2000 — номинация «Лучшая актриса» за роль в фильме «Билли Эллиот»

Evening Standard British Film Award
1. 2001 — Британская кинопремия газеты Evening Standard лучшей британской актрисе за роль в фильме «Билли Эллиот» (2000)

Золотой глобус
1. 1984 — Премия «Золотой глобус» лучшей актрисе в мюзикле/комедии за роль в фильме «Воспитание Риты» (1983)
2. 2001 — номинация «Лучшая актриса второго плана» за роль в фильме «Билли Эллиот» (2000)

Irish Film and Television Award
1. 1999 — номинация «Лучшая актриса» за роль в фильме «Город Титаник» (1998)

Премия Лондонского кружка кинокритиков
1. 2001 — Премия круга лондонских кинокритиков лучшей британской актрисе за роль в фильме «Билли Эллиот» (2000)
2. 2004 — номинация «Лучшая британская актриса» за роль в фильме «Девочки из календаря» (2003)
3. 2008 — Премия Дайлис Пауэлл (Dilys Powell Award of London Critics Circle)

Московский международный кинофестиваль
1. 2006 — Приз Серебряный святой Георгий лучшей актрисе за роль в фильме «Уроки вождения»

National Television Award
1. 2002 — номинация на Национальную телевизионную премию «Лучшая актриса» за роль в телефильме «Странные отношения» (2001)

Phoenix Film Critics Society Award
1. 2003 — номинация (совместно с основной труппой) на Премию Общества кинокритиков Феникса за лучший актёрский состав в фильме «Гарри Поттер и Тайная комната» (2002)

Royal Television Society Television Award
1. 2003 — Премия Королевского телевизионного общества лучшей актрисе за роль в телефильме «Убийство» (2002)
2. 2006 — номинация «Лучшая актриса» за роль в фильме Ahead of the Class (2005)

Премия «Спутник»
1. 2001 — номинация «Лучшая актриса второго плана в драме» за роль в фильме «Билли Эллиот» (2000)
2. 2004 — номинация «Лучшая актриса второго плана в кинокомедии и мюзикле» за роль в фильме «Девочки из календаря» (2003)
3. 2006 — номинация «Лучшая актриса в художественном фильме, кинокомедии и мюзикле» за роль в фильме «Уроки вождения»

Премия Гильдии киноактёров США
1. 2001:

 — номинация за выдающееся исполнение женской роли второго плана в фильме «Билли Эллиот» (2000);
 — номинация (совместно с Джейми Беллом, Джейми Дрейвеном и Гэри Льюисом) за выдающуюся игру актёрского состава в фильме «Билли Эллиот» (2000).